# Halasi Mária
Halasi Mária (Budapest, 1931. május 5. – Budapest, 1978. április 30.) újságíró, író, Halasi Andor leánya.

## Élete
Halasi Andor (1883–1969) és Gárdos Margit lánya. 1952–56-ban a Művelt Nép munkatársaként dolgozott, később a Színház és Mozi című laphoz került rovatvezetőnek. Diplomáját az ELTE magyar szakán szerezte 1957-ben. 1957-től 1963-ig az Ország-világnál, 1965-től 1971-ig a Tükörnél volt a belpolitikai rovat munkatársa. 1968. március 6-án mutatta be az Akkor, egyetlenegyszer című darabját a kaposvári Csiky Gergely Színház. 1971 és 1976 között a Magyar Hírlapnak volt a főmunkatársa, 1976-tól pedig egészen haláláig helyettes felelős szerkesztőként dolgozott a Pesti Műsornál. Színes írásai a mindennapi élet társadalmi és egyéni problémáiról szólnak. Kedvelt ifjúsági könyv lett Az utolsó padban című műve, amely problémafelvetése miatt nagy sikert aratott. A regényből 1963-ban és 2013-ban rádiójáték, 1975-ben egy legendás film készült Molnár Piroska, Zenthe Ferenc és Egri Kati főszereplésével.
Televíziós dokumentumfilmet készítettek róla az Ólombetűs vallomások című sorozatban.

## Főbb művei
- A szerelem jogán (riportok, Budapest, 1961)
- Az utolsó padban (regény, Budapest, 1963, finn, észt és orosz nyelven is megjelent)[5]
- Mindennap szenzáció (regény, Budapest, 1966)
- A lépcsőháztól balra (regény, Budapest, 1966)
- A belvárosi fiú (regény, Budapest, 1970)
- Egyszer csak csöngetnek (ifjúsági regény, Budapest, 1975)
- Kölcsönkért szülők (ifjúsági regény, Budapest, 1976)

## Film
- Utolsó padban (forgatókönyvíró, 1976)